# Abdulraschid Bulatschewitsch Sadulajew
Abdulraschid Bulatschewitsch Sadulajew (russisch Абдулрашид Булачевич Садулаев, awarisch Садулаев Булачил ГІабдулрашид; * 9. Mai 1996 in Zurib, Tscharodinski rajon, Dagestan) ist ein awarischer Ringer, aus Dagestan. Er wurde 2014, 2015, 2018 und 2020 Europameister, 2014, 2015, 2018, 2019, 2021 und 2024 Weltmeister und 2016 und 2020 (2021) Olympiasieger im freien Stil in der Gewichtsklasse bis 86 kg, bis 92 kg bzw. bis 97 kg Körpergewicht.

## Werdegang
Abdulraschid Sadulajew stammt aus Dagestan und gehört zum Volk der Awaren. Als Jugendlicher begann er 2005 mit dem Ringen. Er konzentriert sich dabei auf den freien Stil. Er gehört dem Sportclub Gamid Gamidow Machatschkala an und wird bzw. wurde von Schamil Amarow und Magomed Magomedow trainiert.
2012 und 2013 wurde er russischer Juniorenmeister der Altersgruppe der „Kadetten“ (Cadets), die bis zum 17. Lebensjahr geht. 2012 wurde er in Baku dann Junioren-Weltmeister (Cadets) in der Gewichtsklasse bis 76 kg Körpergewicht. 2013 wiederholte er in Zrenjanin diesen Titelgewinn, allerdings in der Gewichtsklasse bis 85 kg. Im November 2013 startete er auch schon beim Golden-Grand-Prix in Baku im Mittelgewicht und belegte dabei als Siebzehnjähriger hinter Gamsat Osmanaow, Aserbaidschan und Soslan Kzojew, Russland einen hervorragenden 3. Platz.
Eine weitere Steigerung gelang ihm im Jahre 2014. Er siegte zunächst beim „Yasar-Dogu“-Memorial in Istanbul in der Gewichtsklasse bis 86 kg vor Phil Keddy, Vereinigte Staaten und dann beim renommierten „Iwan-Yarigin“-Memorial in Krasnojarsk, wo er die gesamte russische Elite seiner Gewichtsklasse auf die Plätze verwies. Er wurde daraufhin als noch nicht ganz Achtzehnjähriger bei der Europameisterschaft in Vantaa/Finnland eingesetzt und gewann dort mit Siegen über Sebastian Jezierzankski, Polen, Ștefan Gheorghiță, Rumänien, Dato Marsagischwili, Georgien, István Veréb, Ungarn und Murad Gaidarow, Belarus, den Europameistertitel. Dabei musste er nur im Endkampf gegen Murad Gaidarow über die volle Ringzeit von 6 Minuten gehen, alle anderen Kämpfe gewann er vorzeitig.
Nachdem er im Juni 2014 erstmals russischer Meister bei den Senioren geworden war, setzte Abdulraschid Sadulajew am 8. September 2014 in Taschkent seinen Siegeszug auch bei der Weltmeisterschaft fort. Er besiegte dort Selim Yaşar, Türkei, Dschambuli Zotadse, Ukraine, Michail Ganew, Bulgarien, Aslan Kachidse, Kasachstan und im Finale Reineris Salas, Kuba und wurde in überlegenem Stil neuer Weltmeister.
Auch 2015 blieb er bei allen wichtigen Meisterschaften ohne Niederlage. Er wurde wieder russischer Meister und siegte im Juni 2015 auch bei den 1. Europäischen Spielen in Baku in der Gewichtsklasse bis 86 kg. Im September 2015 war er auch bei der Weltmeisterschaft in Las Vegas nicht zu schlagen. Er siegte dort in der gleichen Gewichtsklasse über Atsushi Matsumoto, Japan, David Radchenko, Israel,
Uitumen Orgodol, Mongolei, Michail Ganew, Bulgarien, Alireza Karimimachiani, Iran und Selim Yaşar, Türkei und wurde wieder Weltmeister.
2016 nahm er an den Olympischen Spielen in Rio de Janeiro teil. In der Gewichtsklasse bis 86 kg war ihm auch dort der Sieg und die Goldmedaille nicht zu nehmen. Im Finale bezwang er dabei seinen ehemaligen russischen Landsmann Koloi Kortojew, der unter dem Namen Selim Yaşar für die Türkei startete.
2017 wurde Abdulraschid Sadulajew russischer Meister in der Gewichtsklasse bis 97 kg. In dieser Gewichtsklasse startete er dann auch bei der Weltmeisterschaft 2017 in Paris. Nach Siegen über Reineris Salas Perez aus Kuba, Mateusz Filipczak, Polen, Elisbar Odikadse, Georgien und den ehemals für Russland und nunmehr für Armenien startenden Georgier Georgi Ketojew unterlag er im Finale gegen Kyle Snyder aus den Vereinigten Staaten.
Im März 2018 siegte Abdulraschid Sadulajew bei der Europameisterschaft in Kaspijsk in der Gewichtsklasse bis 92 kg. Im Finale bezwang er dabei den wieder erstarkten Olympiasieger von 2012 im Mittelgewicht Scharif Scharifow aus Aserbaidschan knapp nach Punkten. Danach wurde er im August dieses Jahres russischer Meister in der Gewichtsklasse bis 97 kg und trat in dieser Gewichtsklasse auch bei der Weltmeisterschaft in Budapest an. Nach vier gewonnenen Kämpfen traf er dort im Finale auf Kyle Snyder und besiegte diesen schon nach 2 Minuten durch Fall.
Der Titelhunger von Abdulraschid  Sadulajew ist auch 2019 ungebremst. Im April dieses Jahres wurde er in Bukarest wieder Europameister in der Gewichtsklasse bis 97 kg. Im Finale bezwang er dabei Alexander Huschtin aus Belarus. Im Juni 2019 siegte er bei den Europaspielen in Minsk in der gleichen Gewichtsklasse. Hier besiegte er im Finale Nurmagomed Gadschijew aus Aserbaidschan. Im September 2019 wurde er in Nur-Sultan (Kasachstan) in der gleichen Gewichtsklasse mit einem Sieg im Finale über Scharif Scharifow erneut Weltmeister.
Im Februar 2020 wurde er in Rom in der Gewichtsklasse bis 97 kg wieder Europameister. Hier besiegte er im Finale Albert Saritow, einen für Rumänien auf die Matte gehenden Russen.
Während der Schlussfeier war er der Fahnenträger seiner Nation.

## Internationale Erfolge
| Jahr | Platz | Wettbewerb                                       | Gewichtsklasse | Ergebnisse |
| 2012 | 1.    | Junioren-WM (Cadets) in Baku                     | bis 76 kg      | vor Ruslan Ruchko, Ukraine und Shota Shirai, Japan |
| 2012 | 3.    | „Ali-Alijew“-Memorial in Machatschkala           | Mittel         | hinter Schamil Kudijamagomedow und Abdula Taimow, beide Russland |
| 2013 | 1.    | Junioren-WM (cadets) in Zrenjanin                | bis 85 kg      | vor Altun Mohammed Enes, Türkei, Nurmagomedow Gaschijew, Aserbaidschan und Schassulan Jemembet, Kasachstan                                                                    |
| 2013 | 3.    | Golden-Grand-Prix in Baku                        | Mittel         | hinter Gamsat Osmanow, Aserbaidschan und Soslan Kzojew, Russland, gemeinsam mit Dato Marsagischwili, Georgien                                                                 |
| 2014 | 1.    | „Iwan-Yarigin“-Memorial in Krasnojarsk           | bis 86 kg      | vor Schamil Kudijamagomedow, Georgi Rubajew, Ansor Urischew und Soslan Kzojew, alle Russland                                                                                  |
| 2014 | 1.    | „Yasar-Dogu“-Memorial in Istanbul                | bis 86 kg      | vor Phil Keddy, USA, Alireza Mohammad Karimimachiani und Mohammadjavad Ebrahimizivlaei, beide Iran                                                                            |
| 2014 | 1.    | EM in Vantaa/Finnland                            | bis 86 kg      | nach Siegen über Sebastian Jezierzankski, Polen, Stefan Gheorghita, Rumänien, Dato Marsagischwili, Georgien, István Veréb, Ungarn und Murad Gaidarow, Belarus                 |
| 2014 | 1.    | „Wacław-Ziółkowski“-Memorial in Dąbrowa Górnicza | bis 86 kg      | vor István Veréb, Javad Ebrahimi und Mohammad Hossein Askari Mohammadian, beide Iran                                                                                          |
| 2014 | 1.    | WM in Taschkent                                  | bis 86 kg      | nach Siegen über Selim Yasar, Türkei, Dschambuli Zotadse, Ukraine, Michail Ganew, Bulgarien, Aslan Kachidse, Kasachstan und Reineris Salas, Kuba                              |
| 2015 | 1.    | „Alexander-Medwed“-Preis in Minsk                | bis 86 kg      | vor Alexander Huschtin, Belarus, Amarhadschi Magomedow, Belarus und Richard Perry, USA                                                                                        |
| 2015 | 1.    | Europaspiele 2015/Ringen in Baku                 | bis 86 kg      | nach Siegen über Tudor Vasile Zuz, Italien, Nurmagomed Gadschijew, Aserbaidschan, Radoslaw Marcinkiewicz, Polen und Piotr Ianulow, Republik Moldau                            |
| 2015 | 1.    | WM in Las Vegas                                  | bis 86 kg      | nach Siegen über Atsushi Matsumoto, Japan, David Radchenko, Israel, Uitumen Orgodol, Mongolei, Michail Ganew, Bulgarien, Alireza Karimimachiani, Iran und Selim Yasar, Türkei |
| 2016 | 1.    | U 23-EM in Russe                                 | bis 86 kg      | vor Irakli Mtsituri, Georgien, Alexander Huschtin und Kadie Yazlici, Türkei                                                                                                   |
| 2016 | 1.    | „Wacław-Ziółkowski“-Memorial in Spała            | bis 86 kg      | vor Zbigniew Baranowski, Polen, Michail Ganew und Aleksej Muschtin, Belarus                                                                                                   |
| 2016 | Gold  | OS in Rio de Janeiro                             | bis 86 kg      | nach Siegen über István Veréb, Ungarn, Pedro Francisco Ceballos Fuentes, Venezuela, Scharif Scharifow, Aserbaidschan und Selim Yasar                                          |
| 2017 | 2.    | WM in Paris                                      | bis 97 kg      | nach Siegen über Reineris Salas Perez, Kuba, Mateusz Filipczak, Polen, Elisbar Odikadse, Georgien und Georgi Ketojew, Armenien und einer Niederlage gegen Kyle Snyder, USA    |
| 2018 | 1.    | „Iwan-Yarigin“-Memorial in Krasnojarsk           | bis 92 kg      | vor Ansor Urischew und Juri Belonowski, beide Russland und Turtogtoch Luvsandorj, Mongolei                                                                                    |
| 2018 | 1.    | Dan Kolow & Iwan Petrow-Memorial in Sofia        | bis 92 kg      | vor Irakli Mtsituri, Serdar Böke, Türkei und Nicolae Ceban, Republik Moldau                                                                                                   |
| 2018 | 1.    | EM in Kaspijsk                                   | bis 92 kg      | nach Siegen über Dominic Klaus Peter, Österreich, Kirilo Meschkow, Ukraine, Irakli Mtsituri und Scharif Scharifow                                                             |
| 2018 | 1.    | WM in Budapest                                   | bis 97 kg      | nach Siegen über Magomedgadschi Nurow, Makedonien, Mamed Ibragimow, Kasachstan, Magomed Ibragimow, Usbekistan, Elisbar Odikadse, Georgien und Kyle Snyder                     |
| 2019 | 1.    | EM in Bukarest                                   | bis 97 kg      | nach Siegen über Nurmagomed Gadschijew, Aserbaidschan, Gennadi Cudinovic, Deutschland, Magomedgadschi Nurow und Alexander Huschtin, Belarus                                   |
| 2019 | 1.    | Europaspiele in Minsk                            | bis 97 kg      | nach Siegen über Mihaly Szabo, Ungarn, Magomedgadschi Nurow, Alexander Huschtin und Nurmagomed Gadschijew                                                                     |
| 2019 | 1.    | WM in Nur-Sultan                                 | bis 97 kg      | nach Siegen über Nicolai Cerban, Republik Moldau, Magomedgadschi Nurow, Alisher Yergali, Kasachstan und Scharif Scharifow                                                     |
| 2020 | 1.    | EM in Rom                                        | bis 97 kg      | nach Siegen über Magomedgadschi Nurow, Ibrahim Bolukbasi, Türkei, Nurmagomed Gadschijew, Elisbar Odikadse und Albert Saritow                                                  |

## Russische Meisterschaften
| Jahr | Platz | Altersgruppe | Gewichtsklasse | Ergebnisse                                                     |
| 2012 | 1.    | Cadets       | bis 76 kg      |                                                                |
| 2013 | 1.    | Cadets       | bis 85 kg      | vor Schamsudin Butalijew                                       |
| 2014 | 1.    | Senioren     | bis 86 kg      | vor Schamil Kudijamagomedow, Soslan Kzojew und Ansor Urischew  |
| 2015 | 1.    | Senioren     | bis 86 kg      | vor Schamil Kudijamagomedow, Soslan Kzojew und Ansor Urischew  |
| 2017 | 1.    | Senioren     | bis 97 kg      | vor Wladislaw Baizajew, Rasul Magomedow und Juri Belonowski    |
| 2018 | 1.    | Senioren     | bis 97 kg      | vor Wladislaw Baizajew, Igor Owsjannikow und Zainulla Kurbanow |

Erläuterungen
- alle Wettkämpfe im freien Stil
- OS = olympische spiele, WM = Weltmeisterschaft, EM = Europameisterschaft
- Mittelgewicht, Gewichtsklasse bis 84 kg (bis 31. Dezember 2013); seit 1. Januar 2014 gilt eine neue Gewichtsklasseneinteilung durch den Ringer-Weltverband FILA bzw. UWW (United World Wrestling). Der früheren Mittelgewichtsklasse entspricht nunmehr die Gewichtsklasse bis 86 kg Körpergewicht